# Würfel, Würfel, Würfelchen
Würfel, Würfel, Würfelchen (serbokroatisch Kocka, kocka, kockica) war eine jugoslawische Kinderserie, die von 1974 bis 1993 im Belgrader Rundfunk ausgestrahlt wurde. Im Jahr 2006 wurde die Sendung im Serbischen Staatsfernsehen wiederholt.
Die Hauptrolle spielte der Kindergärtner Branislav Milićević, bekannter unter seinem Künstlernamen Branko Kockica (deutsch ‚Branko Würfelchen‘).

## Handlung
Die Serie zeigt Branko Kockica mit einer Gruppe von Kindergarten- und Vorschulkindern, die sich gemeinsam über alltägliche, geschichtliche und ökologische Themen unterhalten, aber auch über Verhaltensregeln und wie man ein guter Freund ist.
In manchen Episoden wurden auch Lieder geschrieben und gesungen.
Das bekannteste Lied der Serie ist das Titellied U svetu postoji jedno carstvo, u njemu caruje drugarstvo (‚Auf der Welt gibt es ein Königreich, in ihm regiert die Freundschaft‘).

## Entstehung
Die Redaktion des Belgrader Rundfunks begann im Jahr 1972 Gespräche mit Kindergärtnern und Kindergartenkindern, um die richtige Formel für eine Kinderserie zu kreieren.
Von 1974 bis 1993 wurden 250 Episoden gedreht. Die erste Folge erschien am 27. November 1974.